# 商方
商方是商朝最重要的方国之一，大概位置在今河南安阳。盘庚迁殷后商方的都城被称为大邑商，  是商王直接管辖的地区。记录在甲骨文中的商方首领有妇好等。